# Aröd och Timmervik
Aröd och Timmervik – miejscowość (tätort) w Szwecji, w regionie administracyjnym (län) Västra Götaland, w gminie Kungälv.
Według danych Szwedzkiego Urzędu Statystycznego liczba ludności wyniosła: 873 (31 grudnia 2015), 888 (31 grudnia 2018) i 892 (31 grudnia 2019).